# Cratere Petit
Petit è un cratere lunare di 5,04 km situato nella parte nord-orientale della faccia visibile della Luna.